# Прогресс МС-03
Прогресс МС-03 (№ 433, по классификации НАСА Progress 64 или 64P) — модернизированный транспортно-грузовой корабль (ТГК) серии «Прогресс», запуск которого к Международной космической станции (МКС) состоялся 17 июля 2016 года. Программа полета предусматривала 2-х суточную схему сближения с МКС. Время стыковки корабля к модулю «Пирс» МКС — 03:20 мск 19 июля 2016 года.
«Прогресс МС-03» доставил на МКС 2405 кг грузов: топливо для поддержания орбиты станции, оборудование для научных экспериментов, расходное оборудование для эксплуатации станции, воздух, контейнеры с рационами питания, запасы воды. Для членов экипажа предусмотрены контейнеры с рационами питания, набор свежих продуктов и посылки с личными вещами. Кроме того, в грузовом отсеке корабля уложены комплекты бортовой документации, элементы питания для видео- и фотоаппаратуры, оборудование для научных исследований и экспериментов. На борту «грузовика» также находятся 22 кг американского оборудования.
В отличие от предыдущих космических грузовиков серии «Прогресс МС», «Прогресс МС-03» имеет внешний отсек для спутников, которые можно будет запускать из него на орбиту.
Отстыковка грузового корабля «Прогресс МС-03» от стыковочного отсека «Пирс» (СО-1) российского сегмента МКС была произведена 31 января в 17:25 мск.

## Подготовка
Первоначально планировалось, что корабль будет запущен 7 июля 2016 года, однако из-за переноса старта пилотируемого корабля «Союз МС-01» на эту дату, старт транспортного корабля был перенесён на 17 июля.

## Галерея

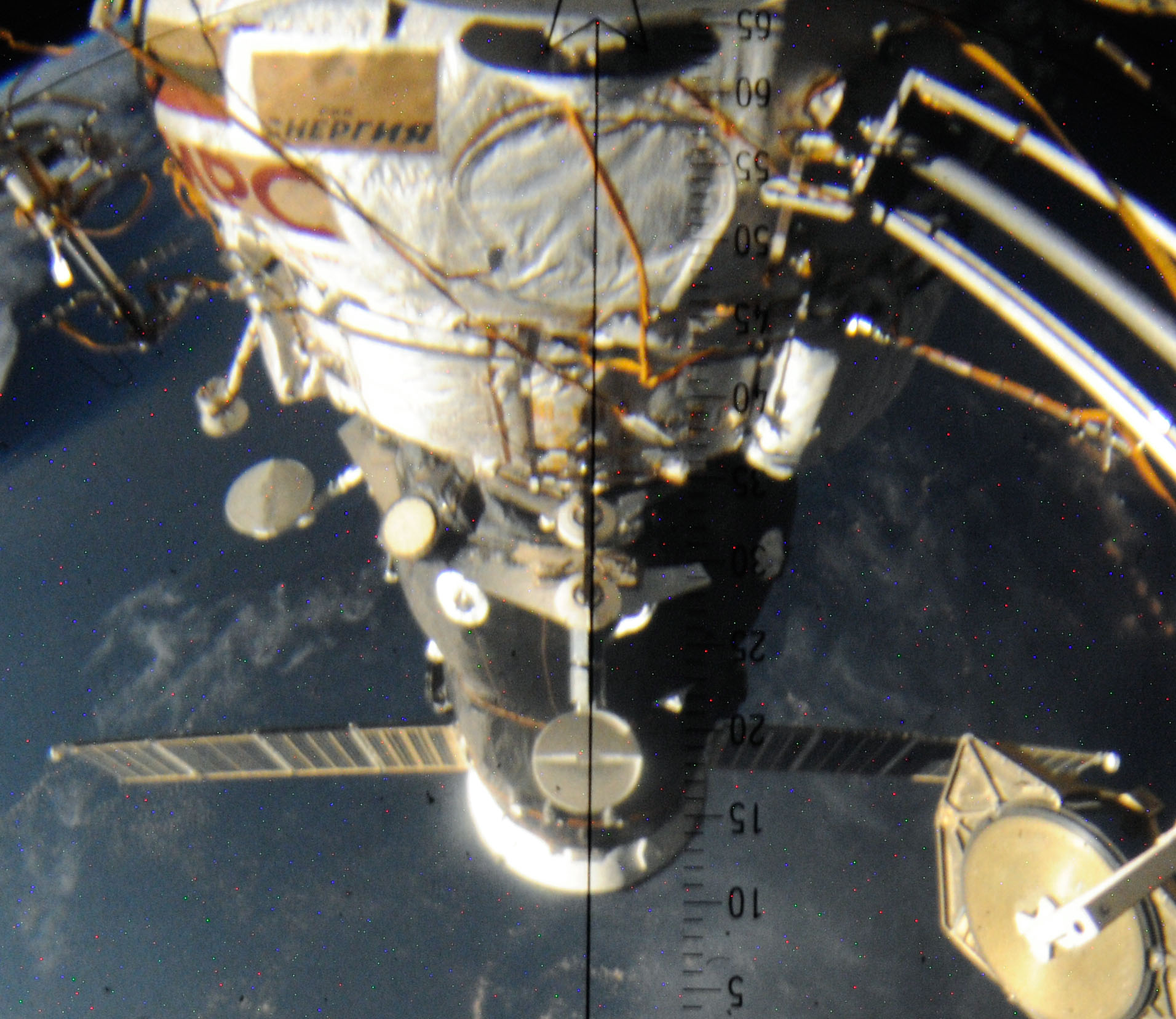